# Schloss Dreißigacker

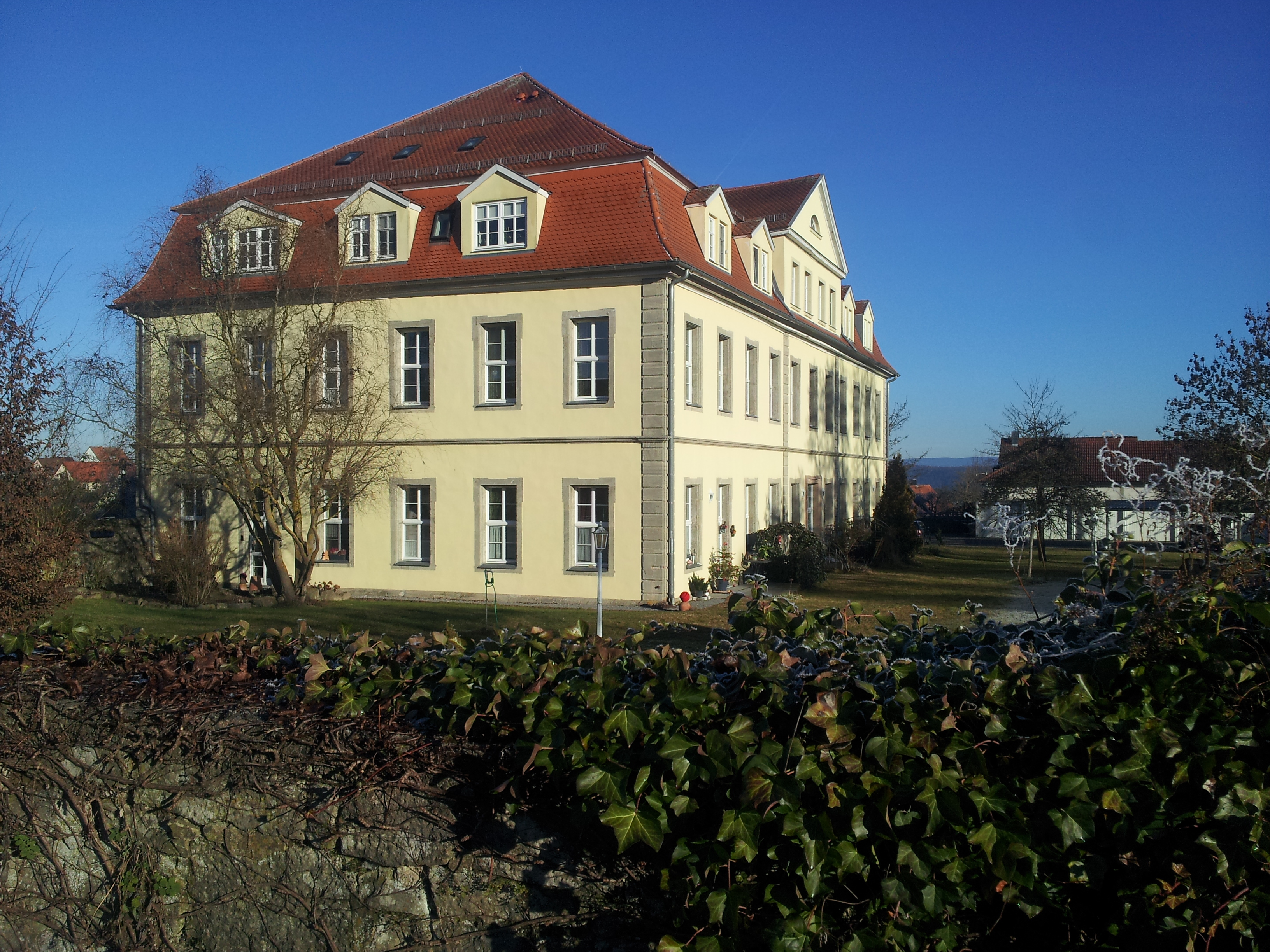
Schloss Dreißigacker aus Südwest

Das Schloss Dreißigacker ist ein Barockschloss im Stadtteil Dreißigacker der südthüringischen Kreisstadt Meiningen. Es steht am südlichen Ortsrand von Dreißigacker auf einer Höhe von 430 m über NN, rund 2,2 Kilometer Luftlinie vom Stadtzentrum Meiningen (Markt) entfernt. Schloss Dreißigacker galt in der ersten Hälfte des 18. Jahrhunderts als das wichtigste Lustschloss der Meininger Herzöge. Von 1801 bis 1843 war es Sitz der Forstakademie Dreißigacker.

## Geschichte
Im Jahr 1710 ließ der Meininger Herzog Ernst Ludwig I. ein Jagdschloss in Dreißigacker errichten. Von 1743 bis 1785 war es im Besitz der Herzogin Luise Dorothea von Sachsen-Gotha. 1801 gründete Johann Matthäus Bechstein im Schloss eine Lehranstalt für Forst- und Jagdkunde. Herzog Georg I. von Sachsen-Meiningen erhob 1803 die Anstalt zur ersten Forstakademie auf dem Gebiet des heutigen Thüringen. 1843 wurde die Akademie von Herzog Bernhard II. aufgelöst. Das Schloss diente ab 1846 dem Meininger Militär als Domizil, ehe es ab 1870 für kurze Zeit als Gefangenenlager genutzt wurde. Die Umnutzung führte zum Verlust der Gartenanlage. Eduard Weitsch gründete 1920 im Schloss eine Heimvolkshochschule. Von 1946 bis 1991 war es Sitz des Instituts für Lehrerbildung Meiningen, das in mehreren Gebäuden von Dreißigacker und Meiningen untergebracht war. Seine Funktion als Lust und Jagdschloss erhielt der zweigeschossige Steinbau mit Walmdach nicht wieder zurück.
Heute wird das Gebäude durch Eckquaderungen und Lisenen hervorgehoben. Das Hauptgebäude ist sechs Fensterachsen breit und vier Fensterachsen tief und dient mit seinen 1650 m² Nutzfläche nach seiner Sanierung seit 2002 als Wohnhaus mit 16 Wohneinheiten.